# Bekwel
Cet article concerne la langue bekwel. Pour le peuple bekwel, voir Kwele (peuple).
Le bekwel (ou bakwele, bakwil, bekwil, okpele) est une langue bantoue parlée en Afrique centrale (Cameroun, Gabon, république du Congo) par les Kwele (ou Bakwele).
Le nombre total de locuteurs est d'environ 16 000.